# Фліс

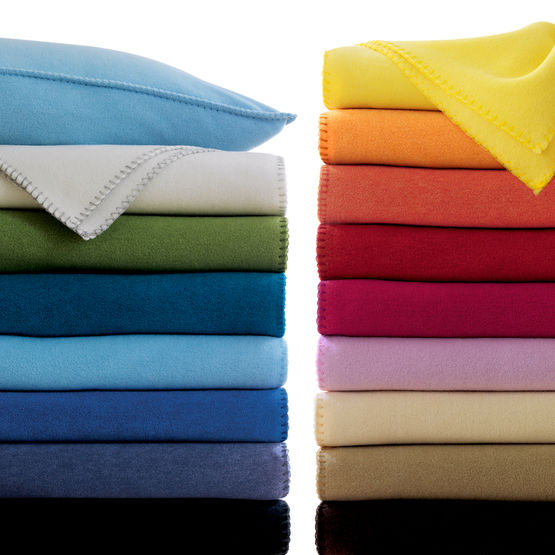
Флісові тканини

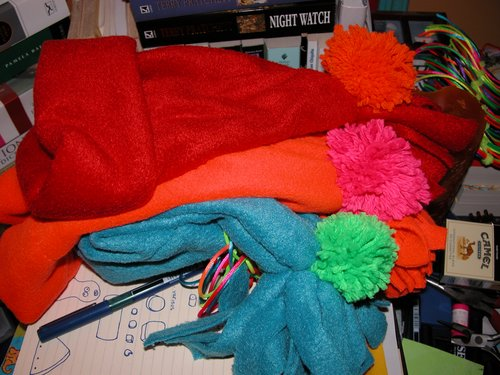
Флісові шапки

Фліс (англ. fleece, оригінальна назва polar fleece — «полярне руно») — синтетичний нетканий матеріал з поліетилентерефталатного волокна. Використовують для виробляння теплого одягу та ковдр. Винайдено в 1979 в компанії Malden Mills.

## Властивості
Основні властивості флісу:
- Пружність;
- Швидко сохне;
- Мала питома вага;
- Хороші дихальні властивості;
- Не потребує спеціального догляду (допускає машинне прання);
- Добрі теплоізоляційні властивості більшості марок флісу;
- Тривкість до біологічного руйнування;
- Не спричинює алергії;
- Піддається електризуванню.

Фліс в одязі добре зберігає тепло і має унікальні властивості терморегулювання, завдяки високому паропрониканню. Фліс практично не вбирає вологи і дуже швидко сохне. Має відносно високу зносотривкість.

## Використання
Одяг з флісу (шапки, кофти, куртки) широко використовують туристи, військовики, альпіністи, спортсмени, рибалки. З флісу різної товщини виробляють термобілизну, зокрема — багатошарову, також флісові речі носять як самостійний одяг.
Завдяки своїм властивостям флісовий одяг та ковдри також набули популярності і в дитячому побуті — у вироблянні м'яких меблів та м'яких іграшок.

## Догляд
Неткана природа флісу потребує дотримування певних умов доглядання. Перуть вручну без викручування або в делікатних режимах автоматичного прання за температури 30-40 градусів та найнижчих обертів віджимання. Гаряче сушення або прасування недопустимі.